# Mandapa
Mandapa ali mantapa (sanskrtsko मण्डप, latinizirano: maṇḍapa) je stebričasta dvorana ali paviljon za javne obrede v indijski arhitekturi, posebej predstavljen v arhitekturi hindujskih templjev.
Mandape so opisane kot 'odprte' ali 'zaprte', odvisno od tega, ali imajo stene. V templjih ena ali več mandap zelo pogosto leži med svetiščem in vhodom v tempelj, na isti osi. V velikem templju so lahko druge mandape postavljene ob straneh ali ločene znotraj templja.

## Tempeljska arhitektura
V hindujskem templju je mandapa verandi podobna struktura skozi okrašena vrata (gopura) in vodi do templja. Uporablja se za verski ples in glasbo ter je del osnovnega templja. Molitvena dvorana je bila običajno zgrajena pred svetiščem templja (garbhagriha). Velik tempelj bi imel veliko mandap.[4]
Če ima tempelj več kot eno mandapo, je vsaka dodeljena za drugo funkcijo in ima ime, ki odraža njeno uporabo. Na primer, mandapa, posvečena božanski poroki, se imenuje kaljana mandapa. Dvorana je bila pogosto okrašena s stebri in ti okrašeni z zapletenimi rezbarijami.  V sodobnem smislu predstavlja tudi stavbo, znotraj katere poteka hindujska poroka. Ženin in nevesta obkrožita sveti ogenj, ki ga v središču mandape prižge duhovnik.

## Klasifikacije
Ko ima tempelj več kot eno mandapo, dobijo različna imena.
- Artha Mandapam ali Ardh Mandapam – vmesni prostor med zunanjostjo templja in sanctum sanctorum ali drugo mandapo templja
- Asthana Mandapam – zborna dvorana
- Kaljana Mandapam – posvečena obrednemu poročnemu praznovanju Gospoda z Boginjo
- Maha Mandapam – (Maha=velik) ko je v templju več mandap, je največja in najvišja. Uporablja se za vodenje verskih diskurzov. Včasih je maha mandapa zgrajena tudi vzdolž prečne osi s transeptom (izbočeni deli vzdolž te prečne osi). Na zunanjosti se transept konča z velikim oknom, ki vnaša svetlobo in svežino v tempelj.
- Nandi Mandapam (ali Nandi mandir) – v templjih Šive, paviljon s kipom svetega bika Nandija, pogled na kip ali lingam Šive.
- Ranga Mandapa ali rangamandapa – večja mandapa, ki se lahko uporablja za ples ali dramo z glasbo
- Meghanath Mandapa
- Namaskara Mandapa
- Odprta Mandapa

## Terminologija
V burmanščini je izraz mandat (မဏ္ဍပ်), ki ima etimološki izvor v paliju maṇḍapa, odprta ploščad ali paviljon, s katerega ljudje med budističnim festivalom Thingjan pršijo vodo mimoidočim.
V indonezijščini je mandapa znana kot pendhapa (ꦥꦼꦤ꧀ꦝꦥ). Nenavadno je, da so indonezijski pendopos zgrajeni večinoma za muslimanske skupnosti. Številne mošeje sledijo zasnovi pendopo in imajo večplastno streho, ki spominja na goro Meru.
V kmerščini se mandapa izgovarja kot mondup (មណ្ឌប), kar pomeni paviljon. Kmeri ga pogosto imenujejo majhno svetišče z visokim stolpom v obliki krone, okrašenim z izvrstnimi okraski v različnih slogih. V kmerskih templjih v času Angkorja je mandapa na splošno pritrjena na osrednji stolp templja in leži vzdolžno na eno v vsaki glavni smeri.
V tamilščini je ta platforma Aayiram Kaal Mandapam – izrazito tisoč stebrna dvorana blizu vimane Koila, ki tvori poseben del tlorisa klasične dravidske arhitekture.
V tajščini se imenuje mondop (มณฑป). Pogosto se pojavlja v tajski tempeljski umetnosti in arhitekturi, bodisi v obliki Hor Trai (tempeljska knjižnica) bodisi kot oltarno svetišče, kot je tisto v Wat Chiang Manu v Chiang Maiju.

## Galerija
- Mandapa veranda, Šimoga
- Kambadahalli Ganga mandapa
- Tempelj Madapa iz Thommanona je povezal svoj glavni stolp svetišča, obrnjen proti vzhodu, Kambodža
- Mandapa in glavni stolp Chau Saya Tevode, obdan z obzidjem in 4 gopurami, Kambodža
- Prang templja Phanom Rung in njegova mandapa, Tajska
- Mandapa iz templja Phanom Wan, Tajska
- Mandapa in stolp templja Phimai, Tajska
- Kraljevski pendopo na Javi v Indoneziji, ki ga pogosto najdemo v sultanovih palačah
- Chyasilin Mandap v Bhaktapurju v Nepalu
- Kasthamandap v Katmanduju, Nepal